# Культура Узбекистану

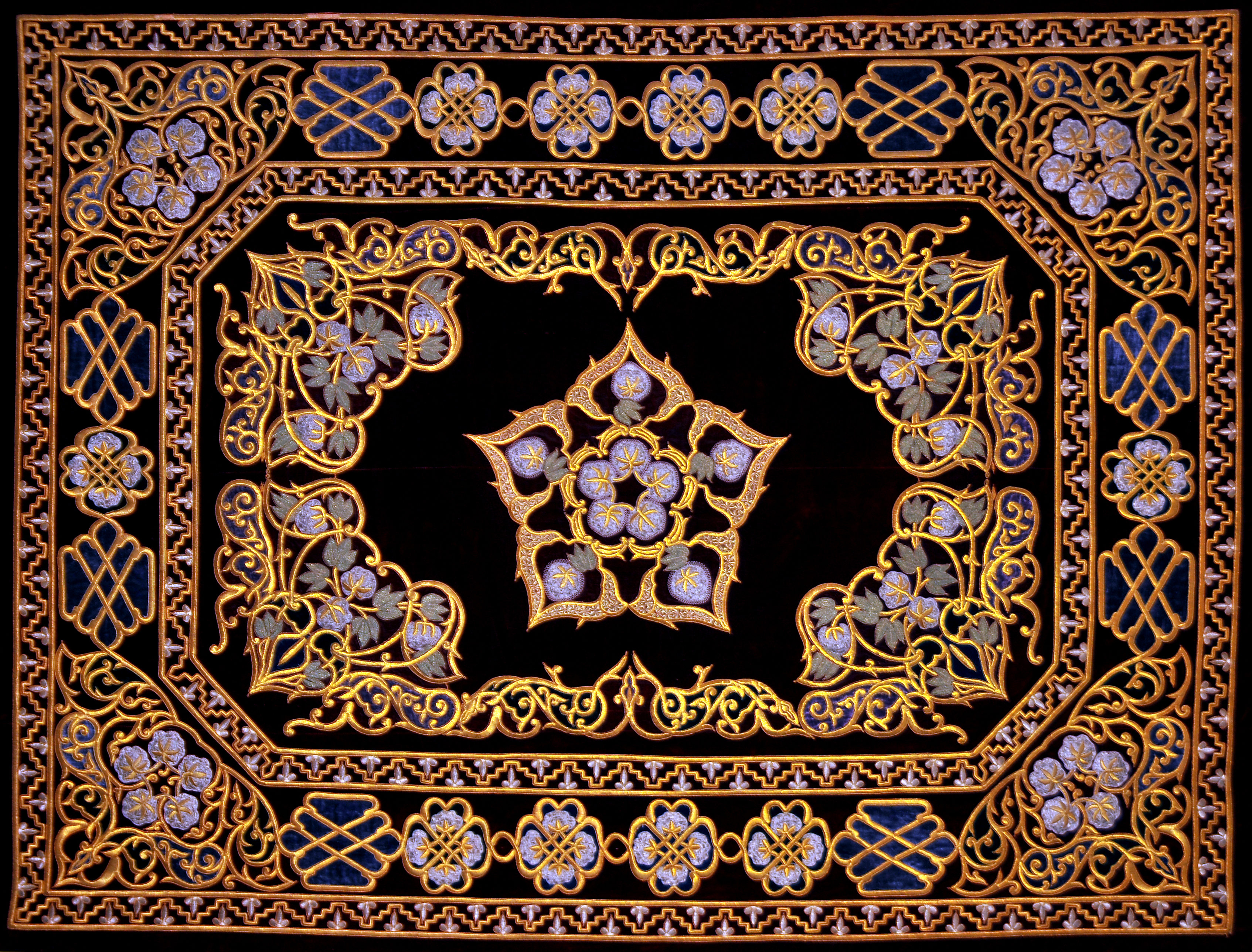
Узбецький килим (музей, м. Ташкент)

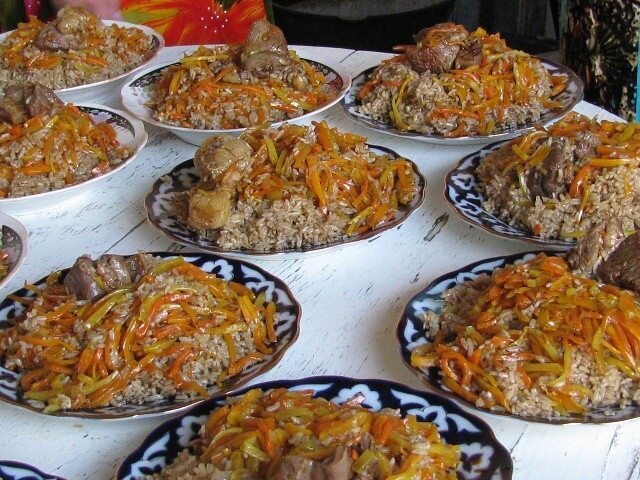
Самаркандський плов

Культура Узбекистану — культура країни Узбекистан, яка формувалась протягом багатьох століть під впливом різних історичних подій.

## Мова

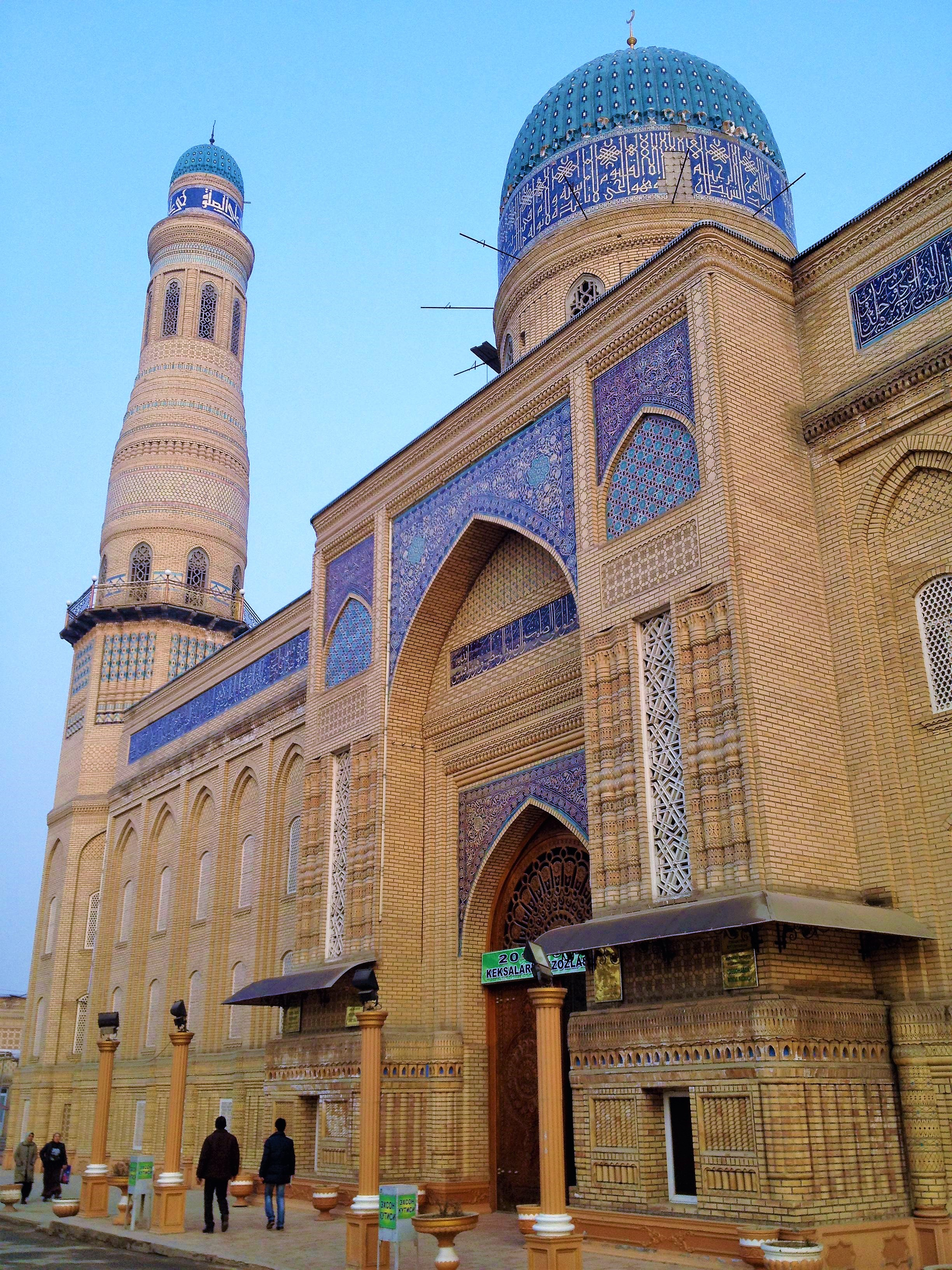
Мечеть у місті Андіжан

Узбецька мова — державна мова Узбекистану. Друга найпоширеніша мова – російська. Вивчають у навчальних закладах каракалпацьку, казахську, туркменську та таджицьку мови. У 1993 році було прийнято рішення про перехід з кирилиці на латиницю.

## Релігія
На території Узбекистану проживає 88% мусульман (сунітів), 9% християн, решта — представники інших конфесій. Всього у країні зареєстровано 16 релігійних конфесій.

## Мистецтво

### Музика

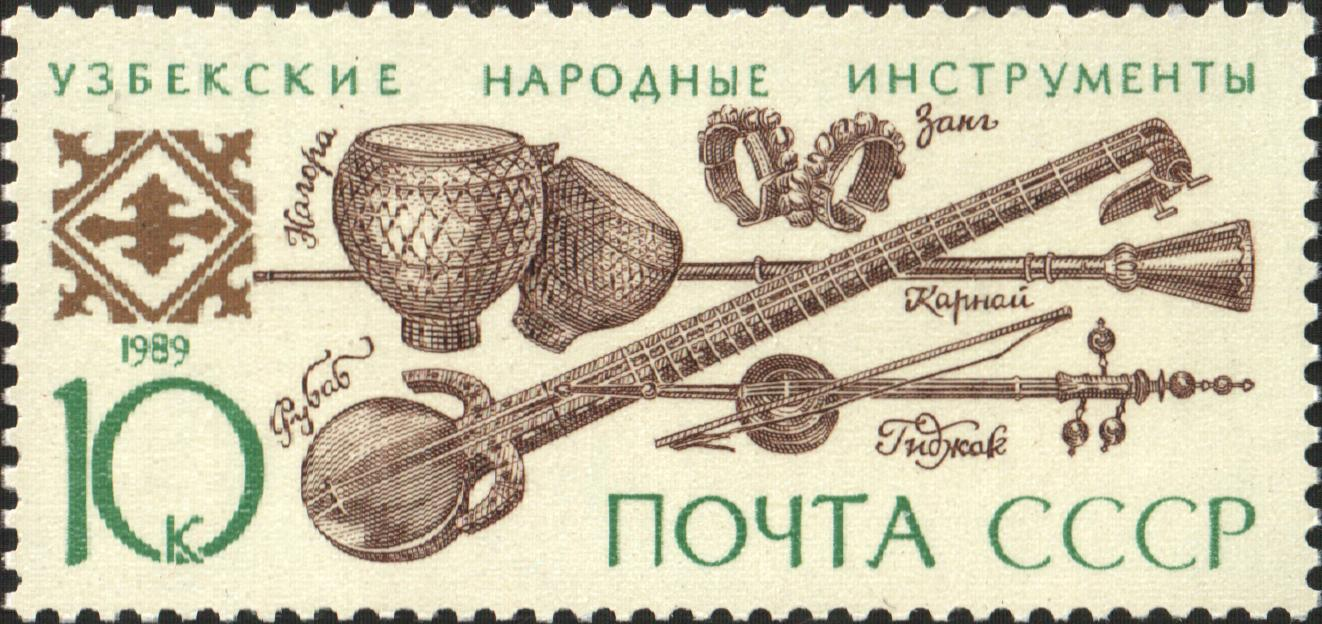
Поштова марка СРСР. Узбецькі народні інструменти

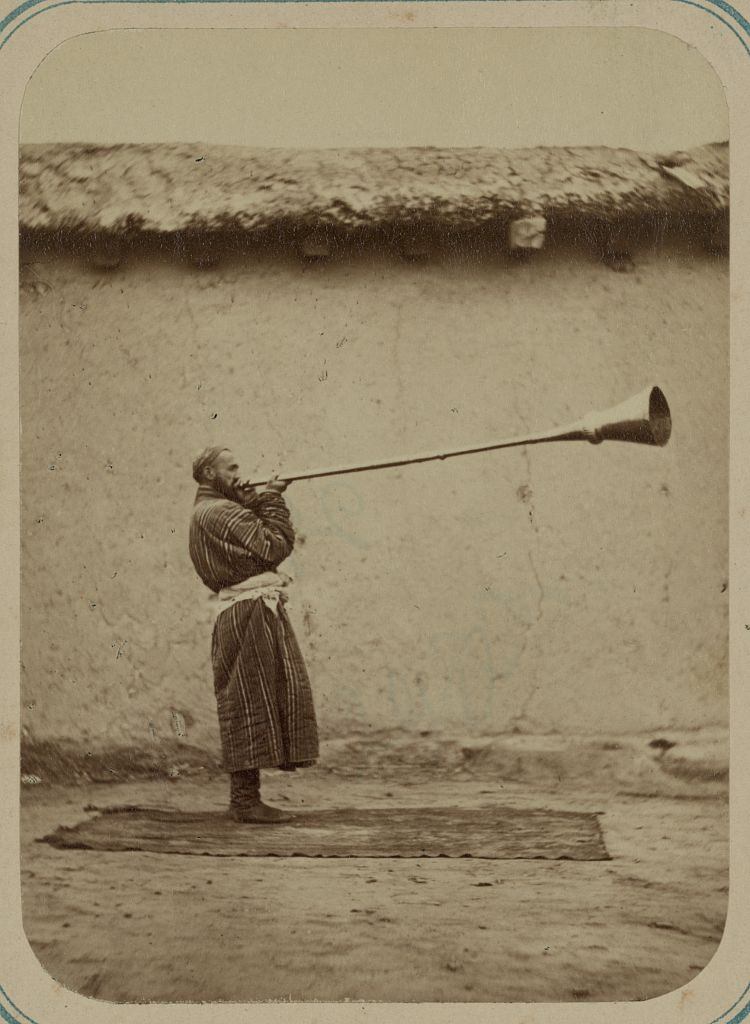
Узбецький народний інструмент — карнай

В основі узбецької народної музичної творчості монодійність. Вона складається з безлічі різноманітних жанрів. Основними видами народних пісень є обрядові (родинно-обрядові, календарні, колискові тощо) та необрядові (терм, кошук, лапаро, ялла, ашула) пісні.
Особливе місце у музиці Узбекистану займають достони – епічні оповіді. Основний класичний фонд професійної музики усної традиції займає маком – циклічні вокально-інструментальні твори.
Народними музичними інструментами Узбекистану є гіджак, кобуз, сато, сетор, домбра, дутар, танбур, уд, дойра, чанг та ін.
За часів радянського панування під впливом російської музики в узбецьку культуру почали проникати європейські музичні жанри – симфонії, музичні драми та опери.
Юлдуз Усманова є однією з найвідоміших сучасних поп-співачок Узбекистану.

#### Усна література
Література Узбекистану розвивалась на основі усної та писемної народної творчості. Усна поетична творчість узбеків представлена прислів’ями, приказками, казками та дастаном – епічним жанром. Серед останніх – героїчний епос «Алпамиш-Батир», героїко-романтичний епос «Горогли» (має 40 сюжетів), «Кунтугмиш», «Ширин та Шокар». Дастан, як і казка, має традиційне сюжетне кліше. Узбецький фольклор має багатий епос, він нараховує багато легенд та епічних пісень.
Найчастіше у фольклорі Узбекистану зустрічаються трудові, любовні, обрядові пісні, частина з яких згадується вже у XI ст. Серед них протяжні пісні «кушик» та весільні «яр-яр». Найвідомішим народним казкарем був Ергаш Джуманбульбуль-огли.
Узбецькі казки в основному про тварин та з елементами фантастики. Вагоме місце займає жанр латіфа, який означає анекдот. Найвідомішим зразком латіфа є жарти про Насреддіна Афанді, який викривав ханів та баїв.

#### Писемна література

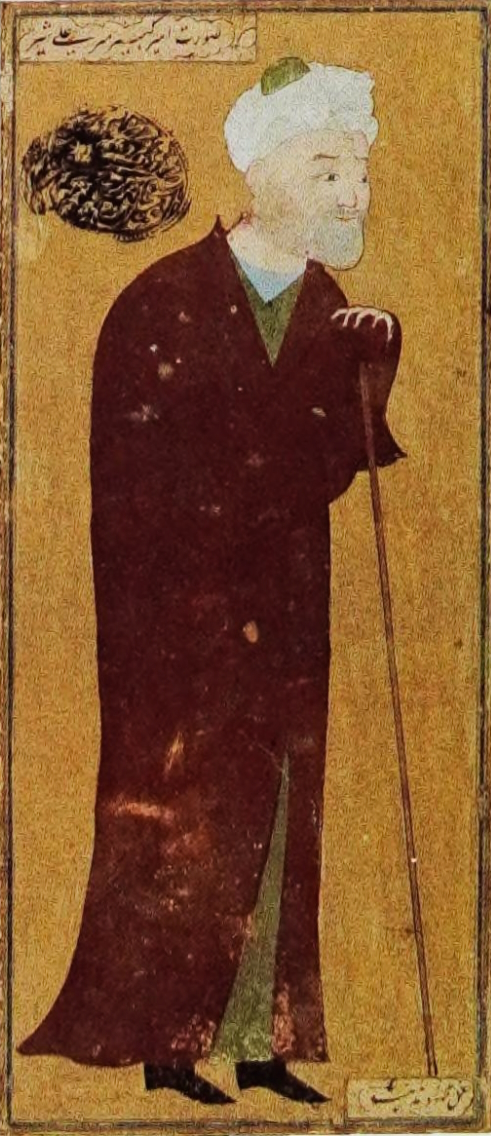
Алішер Навої. Мініатюра гератської школи

Класична література перською мовою зіграла значну роль у становленні узбецької писемної літератури. Місто Самарканд було культурним центром у кінці XIV ст. У ньому жили такі поети та вчені, як Алішер Навої (1441-1501) та перський поет Джамі (1414-1492). У XV ст. Лутфі написав поему про ідеальне кохання «Гуль і Новруз».
Літературу першої половини XIX ст. представляють поети Мухаммед Шаріф Гульхані, Махмур, Агахі та ін. Агахі написав знаменитий твір «Талісман закоханих». Представниками прогресивно-демократичного напрямку літератури були поети Завкі, Мукімі, Закірджан Фуркат, Ділшад, Отар-огли, Аваз та Анбар-Атін. Саме стали засновниками реалістичного відображення дійсності та ввели в узбецьку літературу суспільно-політичну тематику.

## Заклади культури

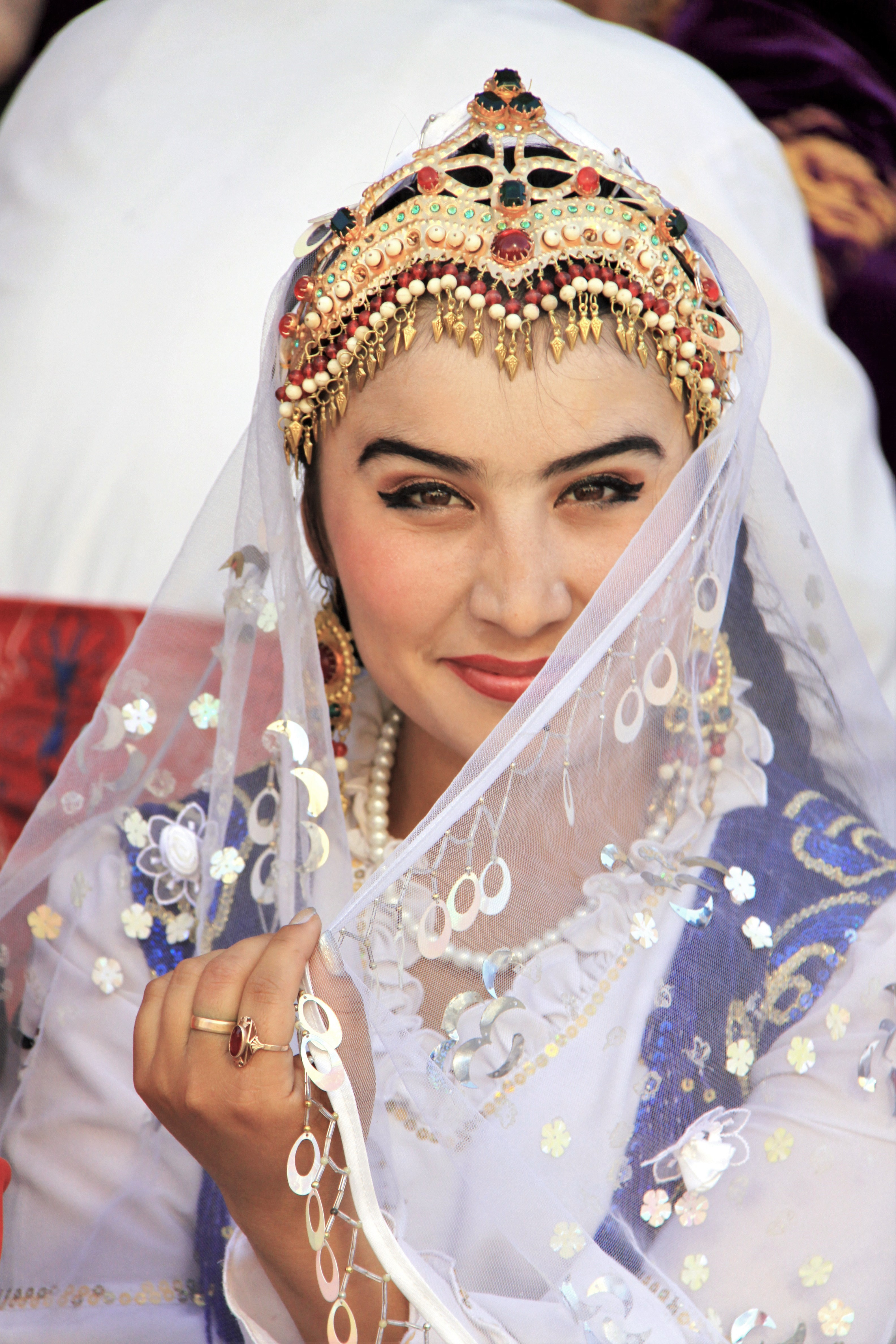
Узбецька дівчина на фестивалі (м. Бухара)

- Творчо-виробниче об’єднання «Узбектеатр»
- Державний заклад «Узбекконцерт»
- Генеральна дирекція міжнародного музичного фестивалю «Шарк тароналарі»
- Дирекція академічних, народних та художніх колективів
- Оркестри (симфонічний, камерний, народних інструментів)
- Республіканське об’єднання «Узбекдержцирк»
- Республіканський методичний та інформаційний центр
- Будинок творчої молоді
- Республіканський науково-методичний центр народної творчості та культурно-просвітницької роботи
- Головне науково-виробниче управління з охорони використання об’єктів культурної спадщини
- Управлення художньої експертизи
- Республіканський фонд «Узбекмузей», музеї республіки

В Республіці функціонують близько 40 театрів, серед яких – Державний академічний великий театр імені Алішера Навої, Державний академічний російський драматичний театр Узбекистану, театр Ільхом, а також працює консерваторія. Великий внесок у мистецтво зробив Національний симфонічний оркестр Узбекистану.

## Спорт

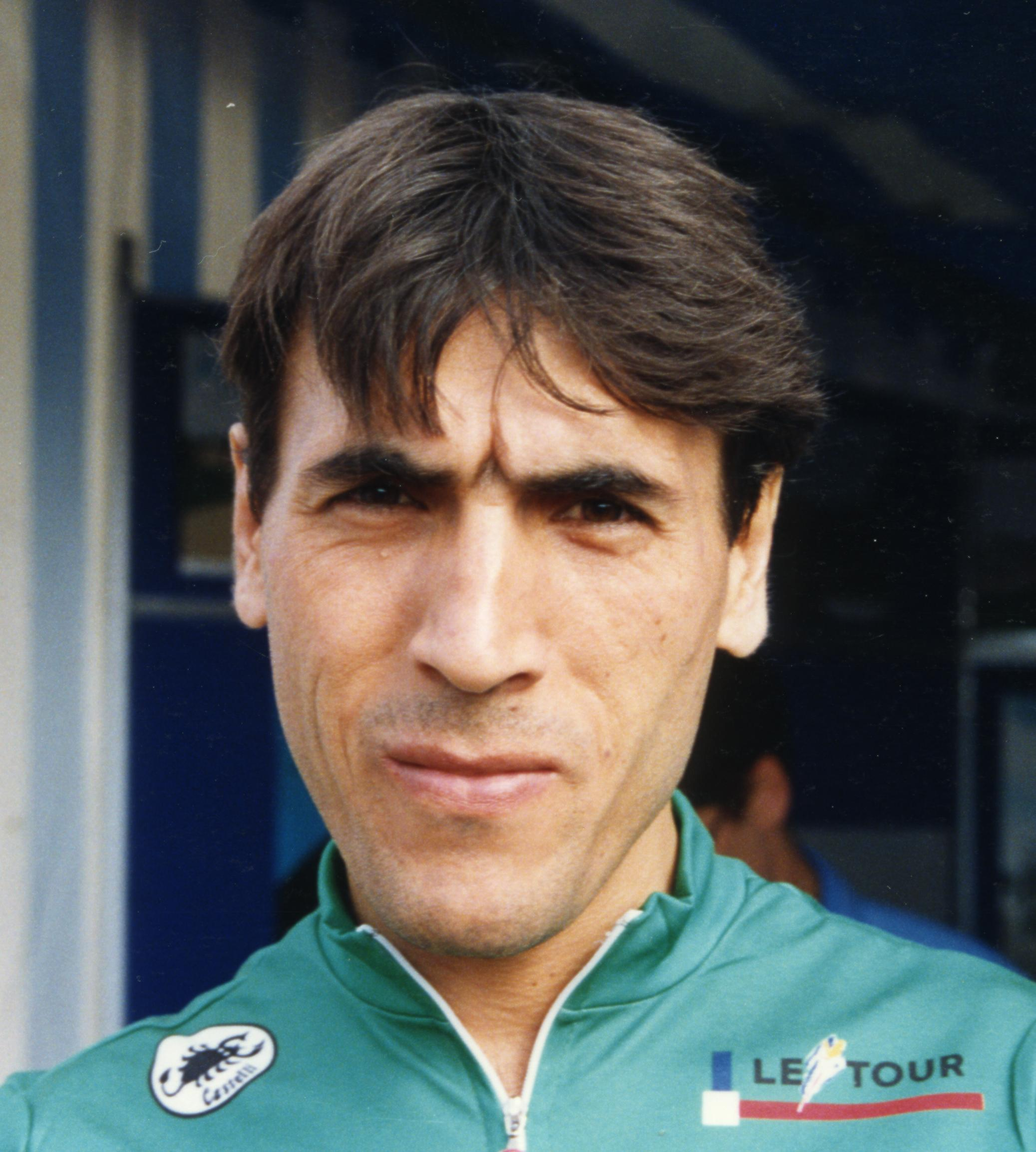
Джамолідін Абдужапаров

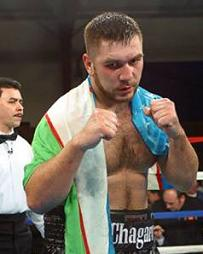
Боксер Руслан Чагаєв

Логотип Олімпійського комітету Узбекистану

Найпопулярнішими видами спорту в Узбекистані є футбол, боротьба, бокс, теніс, регбі, гандбол та інші види спорту. Узбекистан бере участь на Літніх Олімпійських іграх з 1996 року, а на Зимових – з 1994 року. Дуже сильна суддівська школа у футболі: рефері ФІФА Равшан Ірматов обслуговував 9 матчів, що є рекордом чемпіонатів світу з футболу для головних суддів .
Джамолідін Абдужапаров – всесвітньо відомий шосейний велогонщик, спринтер узбецького походження. Він тричі ставав переможцем Тур де Франс. Джамолідін Абдужапаров є найвідомішим у світі швидкісним велосипедистом.
Артур Таймазов здобув першу медаль для Узбекистану на Літніх Олімпійських іграх 2000 року, на Літніх Олімпійських Іграх 2004 року та 2008 року по дві золоті медалі.
Руслан Чагаєв – професійний боксер, який представляє Узбекистан у WBA. У 2007 році він отримав титул чемпіона WBA, перемігши російського боксера Миколу Валуєва.
В Узбекистані розташовується Міжнародна асоціація Кураш. Цей вид спорту є формою традиційного узбецького бойового мистецтва.

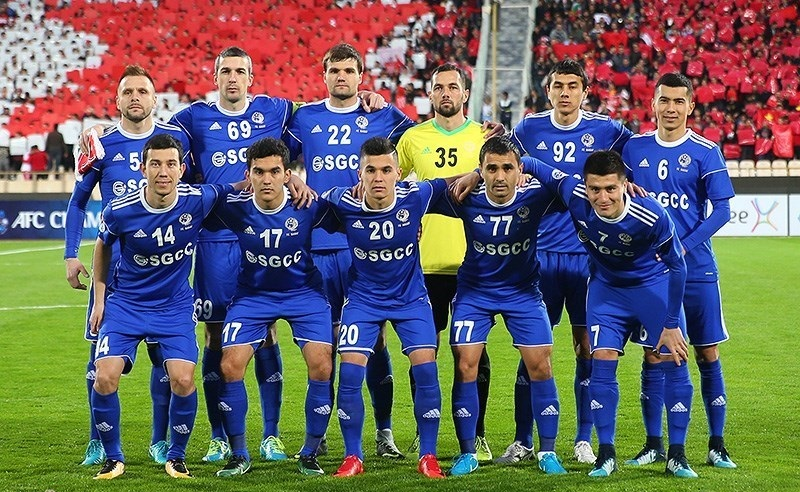
Футбольна команда Узбекистану 2018 р.

У 1994 році Збірна Узбекистану з футболу стала чемпіоном Літніх Азійських Ігор.
На Літніх Олімпійських Іграх 2016 року Збірна Узбекистану з боксу зайняла перше місце у медальному заліку з боксу, вигравши 3 золоті, 2 срібні та 2 бронзові медалі .
У 2018 році Молодіжна збірна Узбекистану з футболу стала Чемпіоном Азії .

## ЗМІ
Найважливішими засобами інформації у суспільстві Узбекистану є Національна телерадіокомпанія Узбекистану, регіональні теле- і радіокомпанії, FM-радіостанції, урядові газети та інтернет-ресурси. Теле- та радіоіндустрія отримали бурхливий розвиток у зв’язку з переходом на цифрові технології.
У 2010 році в Узбекистані виходило 881 друковане видання . В державі видаються газети узбецькою, каракалпацькою («Єркін Каракалпакстан»), таджицькою («Овозі тожік»), казахською («Нурли жол»), російською та іншими мовами національних меншин. В Узбекистані розвинуто книговидання: сумарний річний тираж книжок за 2000-2010 роки збільшився з 8,9 млн. екз. до 28,5 млн. екз . Але поширення видань серед населення стримується через те, що після приватизації почався спад книготорговельної мережі: за 1990-2010 роки кількість книжкових магазинів зменшилась з 657 до 70 .

## Узбецька кухня

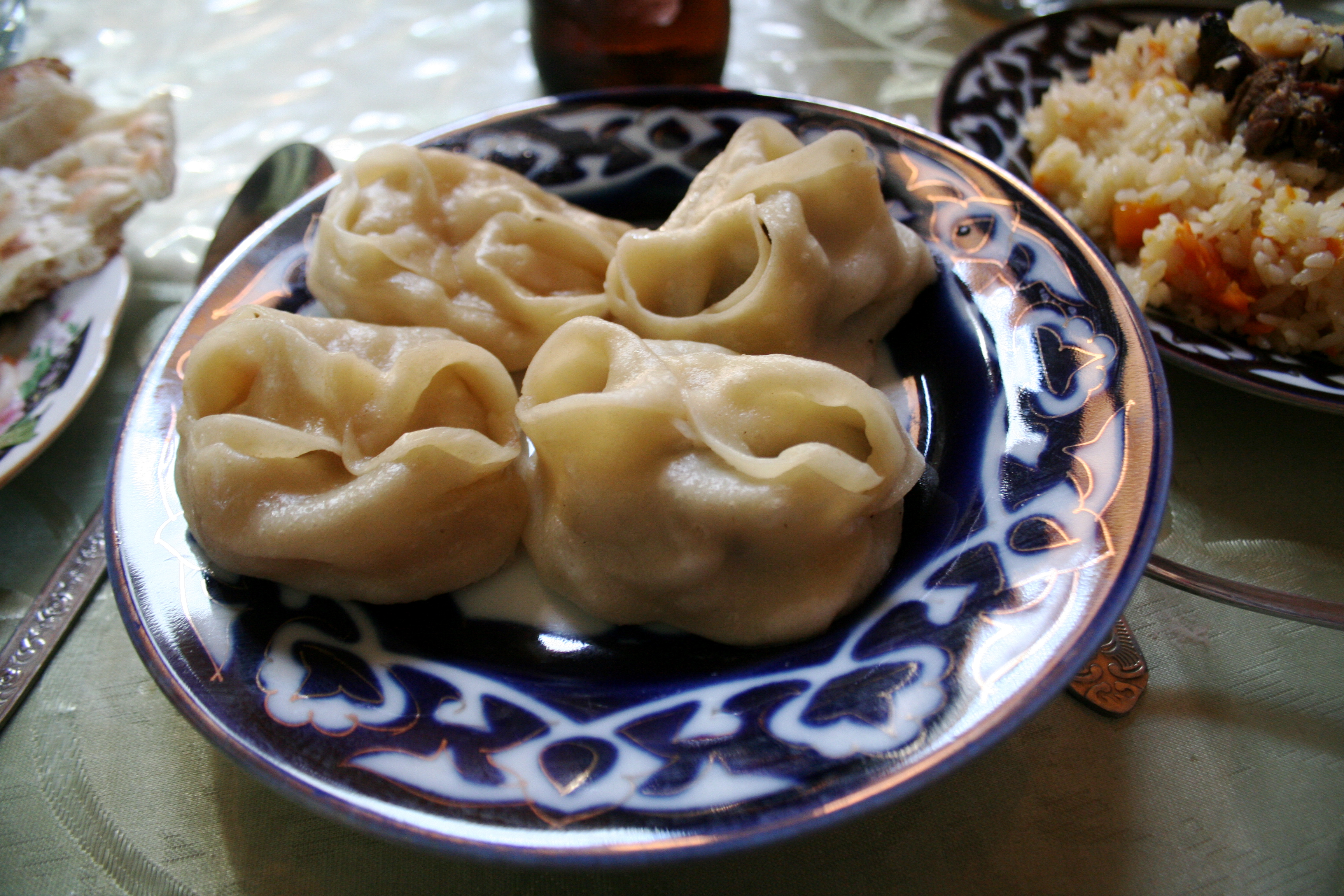
Узбецькі манти

В узбецькій кухні дуже багато рецептів страв з м’яса (особливо з баранини). Найпоширенішою стравою є плов, який в залежності від регіону готують по-різному. Також в цій країні їдять шурпу, шавлю, маставу, манти, сомсу, чучвару, шашлик та ін. Зелений чай – національний гарячий напій. Чайхани тут мають дуже велике значення. Влітку узбеки переважно п’ють айран – холодний кисломолочний напій. Серед десертів переважають халва, сушені фрукти, горіхи.

## Свята

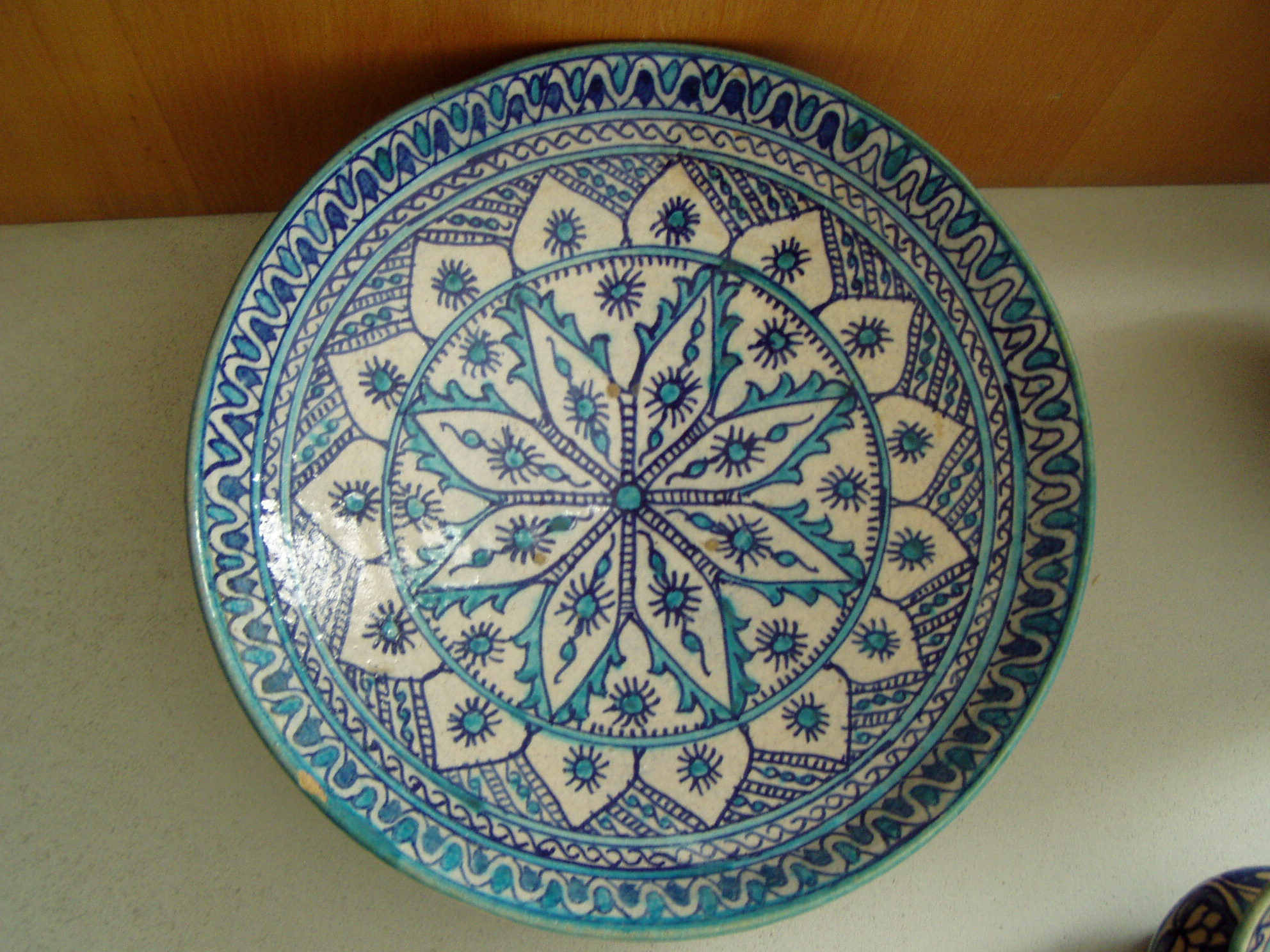
Узбецька тарілка

2 червня 1992 року було встановлено наступні святкові дні:
- 1 січня — Новий рік (вихідний день)
- 14 січня — День захисників Батьківщини(робочий день)
- 8 березня — Міжнародний жіночий день (вихідний день)
- 21 березня — Наврез (День весняного рівнодення) (вихідний день)
- 9 травня — День Пам’яті і почестей (вихідний день)
- 1 вересня — День Незалежності (вихідний день)
- 8 жовтня — День Вчителя та Наставника (вихідний день)
- 8 грудня — День Конституції (вихідний день)
- Релігійні свята Ураза-байрам і Курбан-байрам

## Культурна спадщина
Головними культурними об’єктами Узбекистану, які внесені до Списку об’єктів Всесвітньої спадщини ЮНЕСКО є:
- Ічан Кала (1990)
- Історичний центр Бухари (1993)
- Історичний центр Шахрізвабза (2000)
- Самарканд – перехрестя культур (2001)

## Галерея

Національний костюм УзбекистануНаціональний костюм Узбекистану
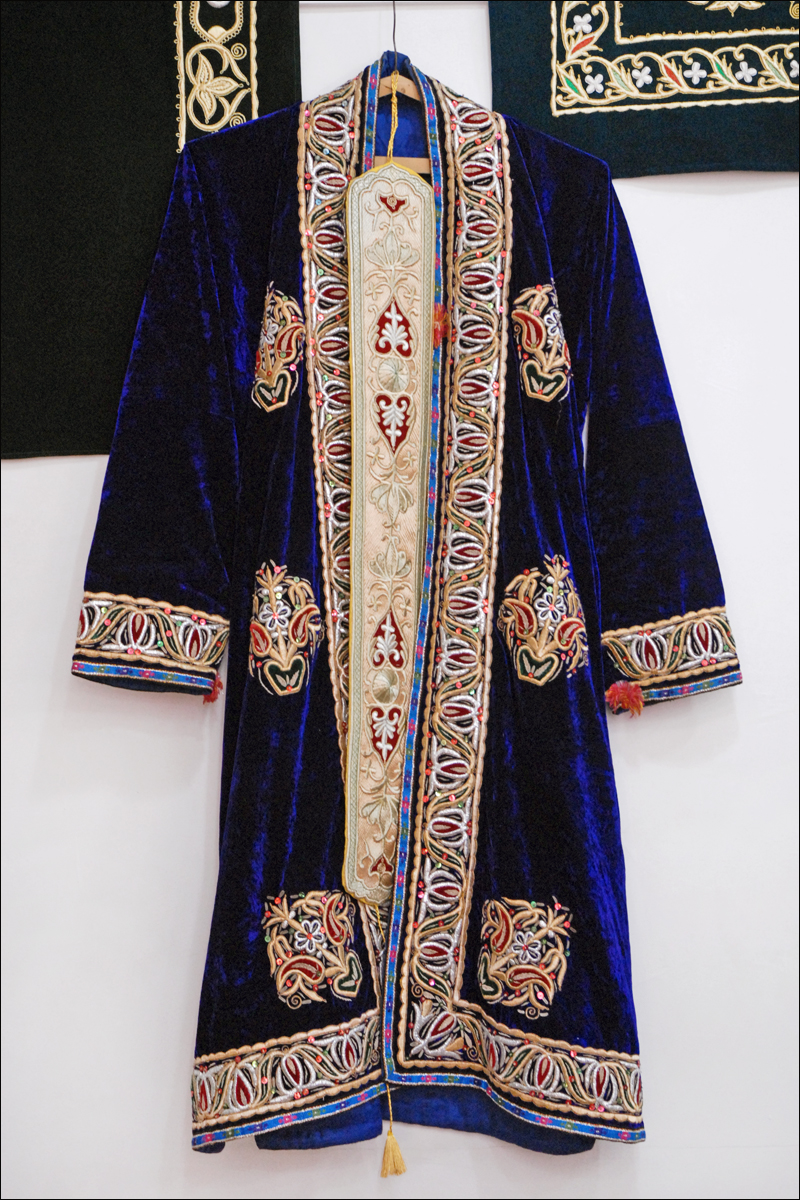
Національний верхній одяг Узбекистану
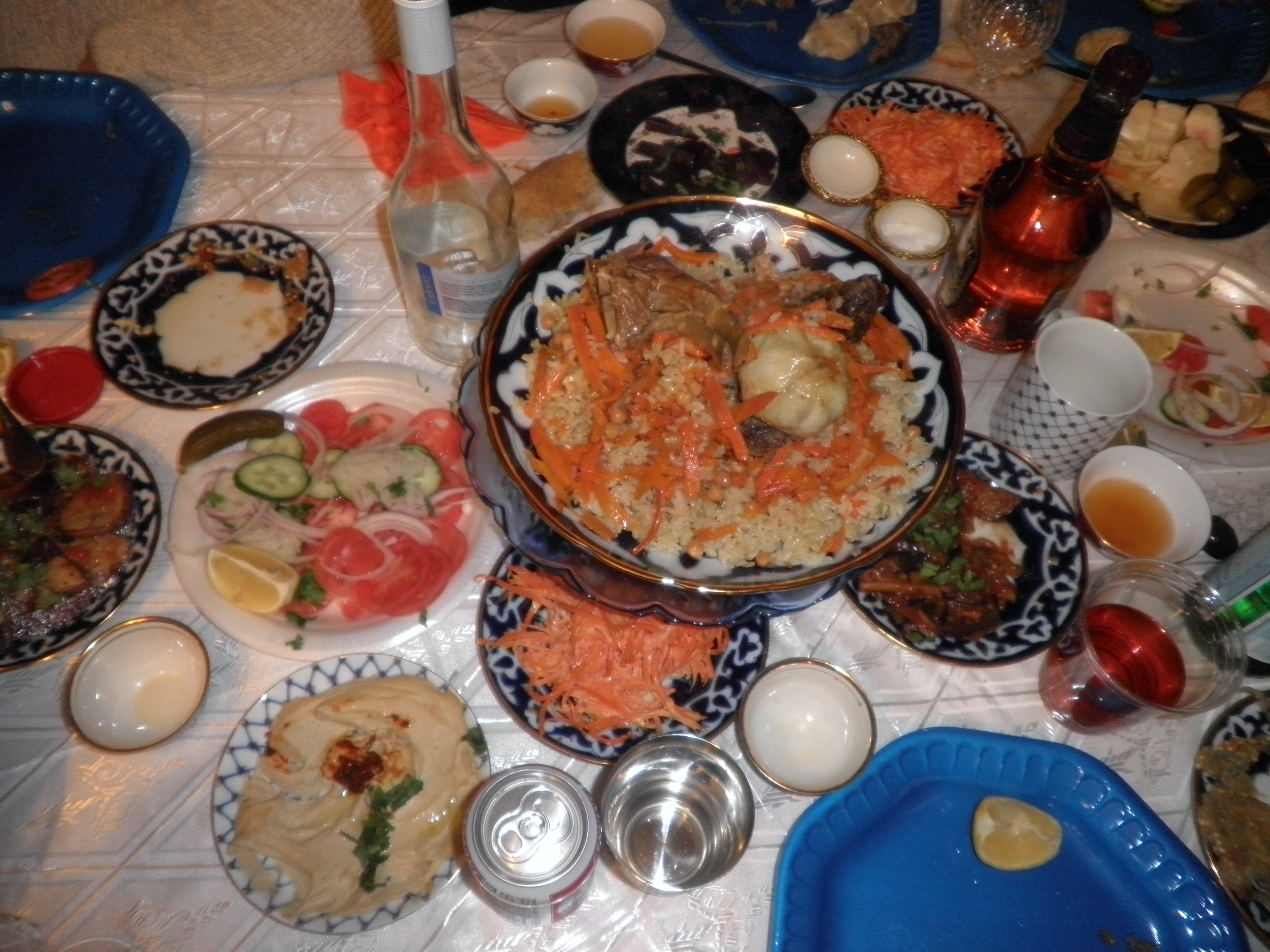
Бухарський плов
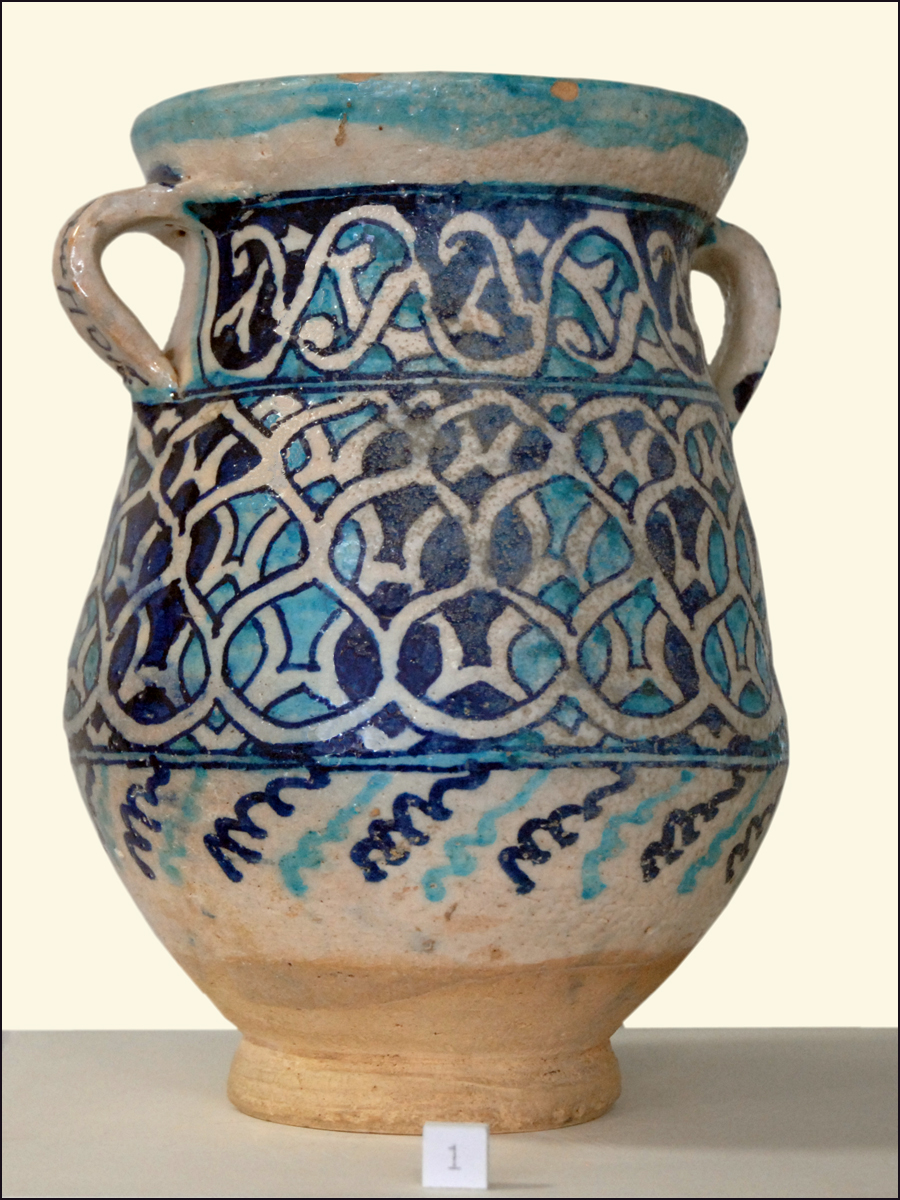
Посуд у музеї (Ташкент)
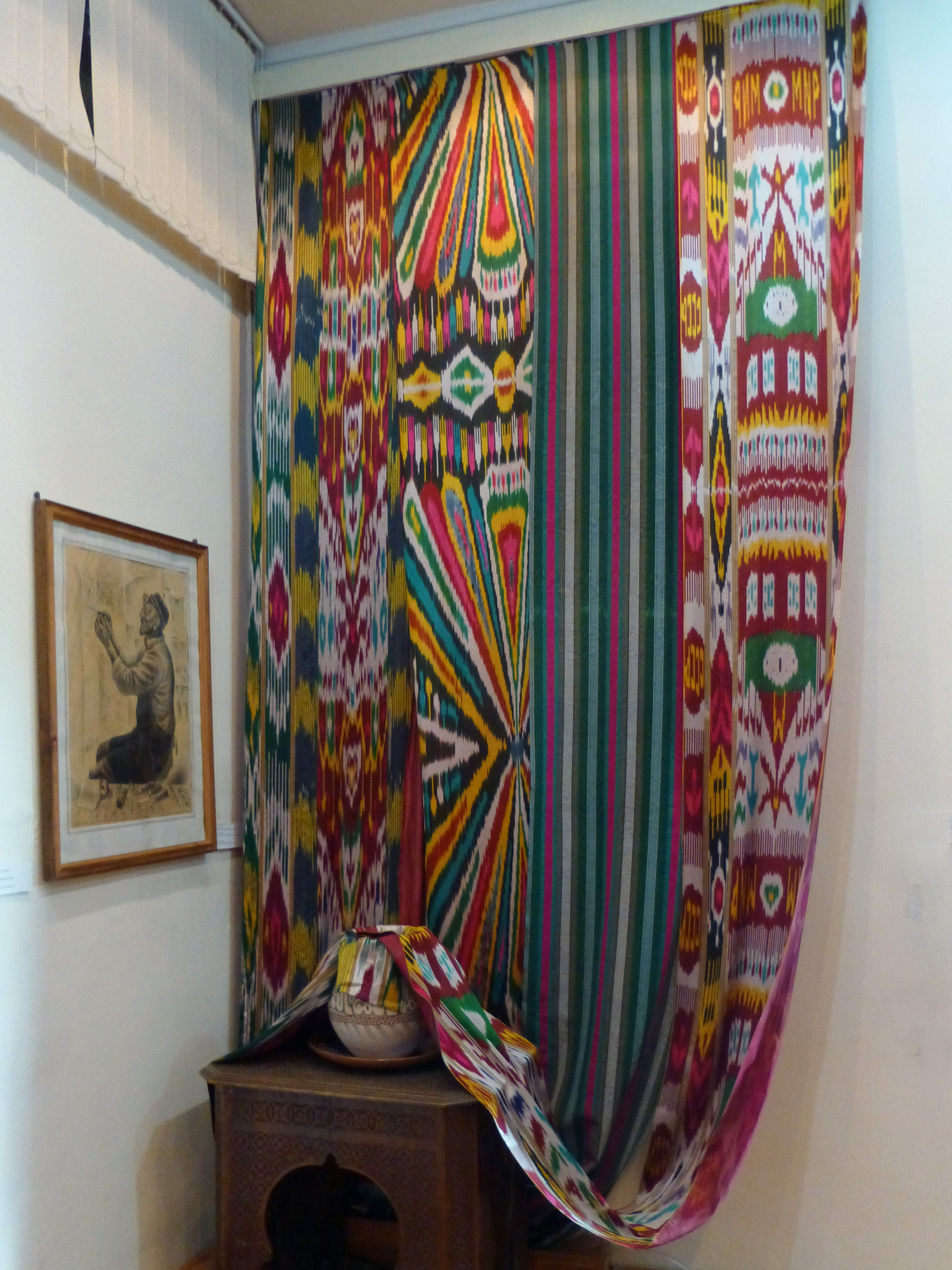
Традиційний текстиль (Ташкент)
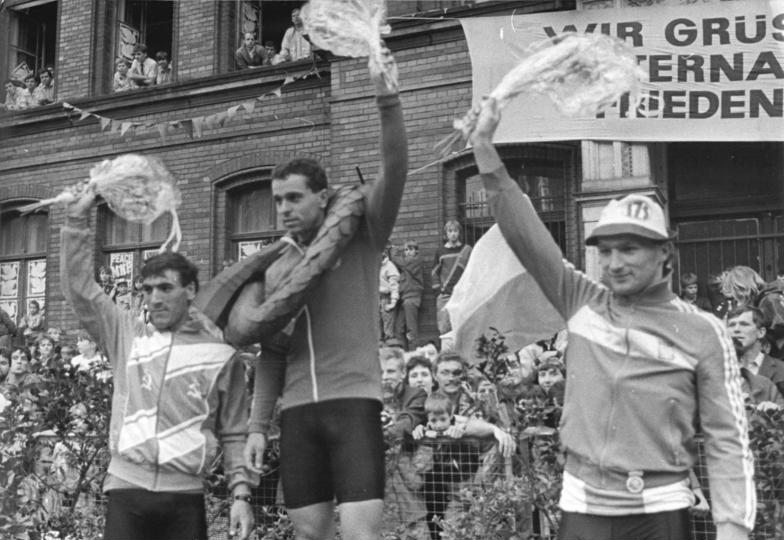
Перемога спортсмена Джамолідіна Абдужапарова
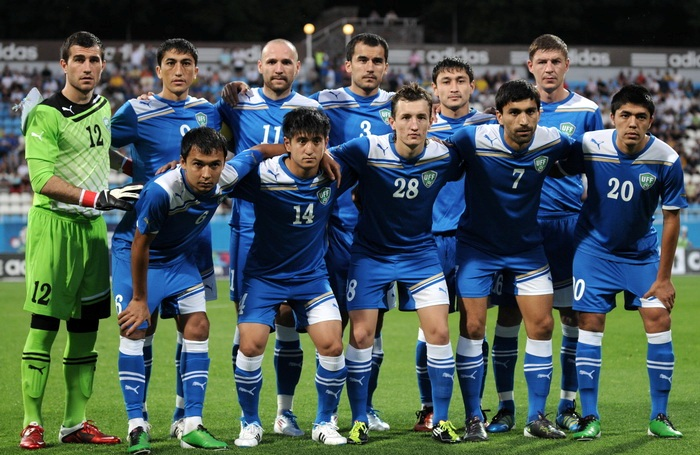
Футбольна збірна Узбекистану (2011 р.)